# Бультерьер (фильм)
«Бультерьер» — российская спортивная драма с действующим бойцом MMA, чемпионом AMC Fight Nights Владимиром Минеевым в главных ролях.
Премьера состоялась 15 июня 2022 года в московском кинотеатре «Каро 11 Октябрь». Фильм вышел в российский прокат 16 июня 2022 года.

## Сюжет
Фильм рассказывает историю бойца MMA Максима Холодова по прозвищу «Бультерьер». После поражения в бою за титул чемпиона мира привычная жизнь Макса рушится. Боец решает вернуться к корням и уезжает на побережье, где случайно находит брошенного бультерьера, в котором обретает родственную душу. В заботе о новом друге к Максу постепенно возвращаются силы и любовь. Теперь он готов к главному поединку в своей жизни.
Действие фильма охватывает период с 1980-х годов до наших дней.

## В ролях
- Владимир Минеев — Максим Холодов
- Анастасия Красовская — Оля
- Лев Семашков — Антон, друг Макса
- Виталий Кищенко — Марат
- Виктор Пипа — Павел Дмитриевич
- Амаду Мамадаков — Рамиль
- Севастьян Бугаев — Макс в детстве
- Александр Михайлов — Виктор Петрович Холодов, дед Макса
- Максим Дедик
- Мирослава Михайлова — Ника, девушка Макса
- Сергей Комаров — Жора
- Олег Миляховский
- Сергей Селин — Анатолий, дальнобойщик
- Прохор Гусев — Чибис
- Иван Распопов — преступный авторитет

## Маркетинг
Трейлер фильма был опубликован в интернете в начале мая 2022 года.

## Производство
Съёмки фильма начались 15 февраля 2021 года. Они проходили в Москве, Московской области и Крыму. Съёмки завершились в конце июня 2021 года.

«Этот фильм стал для меня возможностью самовыражения, так как история главного героя очень близка мне. У нас с ним действительно много пересечений в судьбах: тяжелое детство, путь спорта и единоборств. У меня даже была собака такой же породы, как и Белаз (настоящее имя пса), с которым мы быстро нашли общий язык». — Владимир Минеев, актёр, боец MMA